# 奥斯纳布吕克
奥斯纳布吕克（發音：[ɔsnaˈbʁʏk] ⓘ）是德国下萨克森州的非县辖城市，也是奥斯纳布吕克县的县治，面积119.8平方千米，2023年12月31日人口为166,960人。它是继汉诺威和不伦瑞克后的下萨克森州第三大城市和该州的一个地区中心，整个地区有80至100万名居民。
奥斯纳布吕克有奥斯纳布吕克大学和一所职业高校，它是天主教和新教的一个主教驻地；德国联邦环境基金会的总部也在这里。
780年查理大帝奠基了奥斯纳布吕克作为主教驻地。1648年在奥斯纳布吕克和明斯特签署了威斯特伐利亚和約，因此奥斯纳布吕克也被称为“和平城市”。
奥斯纳布吕克周边的大城市有比勒费尔德（东南43千米）、明斯特（西南44千米）、荷兰的恩斯赫德（西方78千米）、奥尔登堡（北方约95千米）、不来梅（东北约103千米）和汉诺威（东方约114千米）。1940年奥斯纳布吕克的人口数超过十万，在德国属于大城市。

## 地理

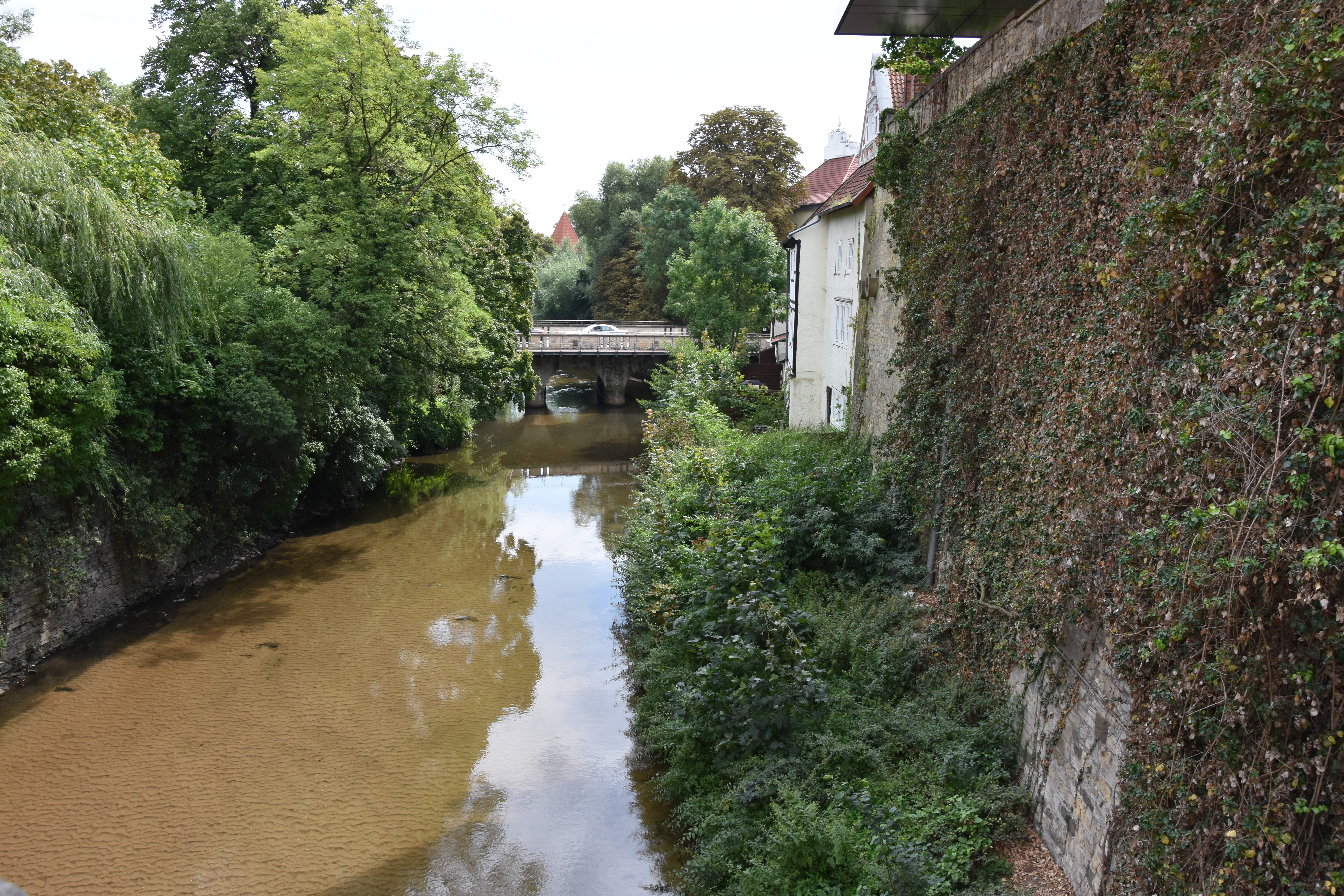
流经奥斯纳布吕克的哈瑟河

奥斯纳布吕克位于下萨克森州西南部，与北莱茵-威斯特法伦州接壤，下萨克森的这一部分地区实际上三面都被北威州包围，但奥斯纳布吕克仅在西侧与北威州直接接壤。奥斯纳布吕克市和奥斯纳布吕克县共同构成了奥斯纳布吕克地区（Osnabrücker Land），该地区起源于历史悠久的奥斯纳布吕克主教亲王辖区。由于历史背景，该地区与位于北威州的泰克伦堡地区（Tecklenburger Land）也有密切的关系。
奥斯纳布吕克是德国唯一一座位于自然公园内的主要城市，TERRA.vita自然公园环绕着城市并延伸到市区。奥斯纳布吕克位于北部的维恩山与南部的条顿堡林山之间的丘陵地带，它位于哈瑟河左岸。市中心新市场（Neumarkt）的高度为海拔64米，市内最高处是皮斯山，海拔188米，最低点为哈瑟河水面的皮耶，海拔54米。一般来说，奥斯纳布吕克位于下萨克森山区，越过北部的维恩山才算是北德平原的起始点。
附近的主要城市包括奥尔登堡、不来梅、汉诺威、比勒费尔德、多特蒙德、明斯特和恩斯赫德（荷兰）。

## 市容
内市区的市容有许多教堂（其中最高的钟楼达103.5米）。内市区北部，在大教堂和黑格门之间，是老城。这里有许多古典主义和洛可可时期的建筑，以及桁架建筑。三角形的市场广场上有市政厅，拥有中世纪风格。此外奥斯纳布吕克有许多浪漫式和哥特式的石建筑。
内城中心的步行区位于老城边缘，是市内的主要购物街，主要是现代化的建筑，以及少数在战争中没有被毁的老建筑。老城和新城（内市区的南部）是新市场广场。过去它是奥斯纳布吕克的中心市场广场，今天它被一条宽广的大街分为两半，是交通枢纽和长途汽车总站。
内市区被一道肾状的环城公路围绕，从这里主要交通道路辐射状地向外延伸。环城公路边上还有过去城墙遗留下来的七座守望塔和两条城墙。
市中心附近有一些很有意思的现代建筑，比如德国联邦环境基金会主楼、丹尼尔·里伯斯金设计的费利克斯·努斯鲍姆之家和一座建造在一段古城墙上的现代化赌场。
市中心的居民区主要以三、四层楼的宿舍楼组成，一些市区里也有比较高档的小楼或洋房。离市中心远一些的居民区以两层楼的楼房或洋房为主。高层公寓楼很少。市内的高楼主要是柏林广场附近的办公楼（最高的为16层）。
从外缘向市中心有多个“绿手指”一直伸入到城市的核心，这些绿地也用作近市消闲地区。奥斯纳布吕克是德国位于一座自然公园中心的最大的城市。

### 周边县
奥斯纳布吕克被奥斯纳布吕克县和北莱茵-威斯特法伦州的施泰因富特县围绕。

### 行政区划
奥斯纳布吕克分23个市辖区.这23个市辖区从01至23编号.其名称一般是历史遗留下来的。有些过去的多个村落今天被编入同一市辖区了。市辖区下还可以分“统计区”。这些统计区拥有三个数码的编号。
以下为23个市辖区及其官方编码：
| 编号 | 名称                                                 | 面积 (km²) | 人口   | 人口密度 (人/km²) |
| ---- | ---------------------------------------------------- | ---------- | ------ | ----------------- |
| 1    | 内城 Innenstadt                                      | 1.71       | 9561   | 5590              |
| 2    | 西城 Weststadt                                       | 3.18       | 9626   | 3030              |
| 3    | 韦斯特贝格                                           | 4.93       | 10108  | 2050              |
| 4    | 埃沃斯堡 Eversburg                                   | 2.98       | 8578   | 2880              |
| 5    | 哈芬 Hafen                                           | 4.06       | 2678   | 660               |
| 6    | 松嫩许格尔 Sonnenhügel                               | 3.19       | 9371   | 2950              |
| 7    | 哈斯特 Haste                                         | 7.95       | 6757   | 850               |
| 8    | 多德斯海德 Dodesheide                                | 4.49       | 10108  | 2260              |
| 9    | 加特拉格 Gartlage                                    | 1.44       | 3729   | 2590              |
| 10   | 欣克尔 Schinkel                                      | 2.33       | 14410  | 6180              |
| 11   | 维杜金德兰 Widukindland                              | 2.76       | 4965   | 1810              |
| 12   | 欣克尔东 Schinkel-Ost                                | 2.92       | 3536   | 1220              |
| 13   | 弗莱德 Fledder                                       | 3.75       | 2594   | 690               |
| 14   | 舍勒贝格 Schölerberg                                 | 3.64       | 14672  | 4030              |
| 15   | 卡尔克许格尔 Kalkhügel                               | 3.02       | 6298   | 2090              |
| 16   | 维斯特 Wüste                                         | 2.73       | 14934  | 5470              |
| 17   | 苏特豪森 Sutthausen                                  | 4.42       | 4701   | 1060              |
| 18   | 黑伦 Hellern                                         | 12.14      | 7034   | 580               |
| 19   | 阿特 Atter                                           | 10.67      | 4306   | 400               |
| 20   | 皮厄 Pye                                             | 7.51       | 2975   | 400               |
| 21   | 达鲁姆-格雷泰施-吕斯特林根 Darum/Gretesch/Lüstringen | 14.34      | 8114   | 570               |
| 22   | 沃克斯特鲁普 Voxtrup                                 | 10.91      | 7183   | 660               |
| 23   | 纳讷 Nahne                                           | 4.75       | 2268   | 480               |
|      | 总计                                                 | 119.80     | 164374 | 1410              |

## 历史

### 中世纪
奥斯纳布吕克的名称由来有两种解释，第一种解释是来自低地德语中的（牛）和（桥），另一種解释是来自哈瑟河的日耳曼名称。约780年查理大帝在附近设立了一个主教辖区，并在旁边设立了一个市场，奥斯纳布吕克就是从这个市场开始发展起来的；803年之前，这座城市成为奥斯纳布吕克亲王主教国的首府。
据传804年查理大帝还在这里设立了一所高等中学（加洛林高等中学），假如这个说法正确的话这座高等中学（今天依然存在）是德国最古老的高等中学，但是有人怀疑这份建立文书是伪造的。
889年，东法兰克国王阿努尔夫授予该地商业权、海关权和铸币权；奥斯纳布吕克在1147年首次被称为“城市”。1157年，腓特烈一世授予这座城市设防特权（Befestigungsrecht），并兴建了以塔楼为核心的防御工事，大部分塔楼的遗迹都保留至今。奥斯纳布吕克在12世纪加入汉萨同盟，同时也是威斯特伐利亚城市联合会的一员。
奥斯纳布吕克最重要的神职人员是15世纪的阿尔贝特·苏霍，他在编年史中记录了这座城市在中世纪后期的历史。

### 近代早期
从1561年至1639年，由于宗教改革、三十年战争和猎巫运动，奥斯纳布吕克的社会生活动荡不安。在哈马赫（Hammacher）任市长时（1565年至1588年）共有163名妇女因此被杀害，大多数被活活烧死；在佩尔斯特（Pelster）任市长期内（1636年至1639年）有40名妇女被告女巫而死。总共有276名妇女和两名男士在这个过程中因巫术被杀。当时市议会以新教徒为主，一些市内的新教牧师因为反对狩猎女巫，后来被驅逐。
奥斯纳布吕克1543年开始接受宗教改革，然后进一步推动信义宗的教义和仪式，并选举出数名新教的主教；不过当地的天主教会仍然维持运作，导致这座城市陷入宗教分立的格局。三十年战争爆发后，这座城市在1623年选举出一个天主教的主教亲王，在1628年奥斯纳布吕克被天主教联盟军占领。1632年加洛林高等中学被升级为一座耶稣会大学，1年后因为瑞典军队攻克了这座城市，关闭了耶稣会大学并重新恢复了新教的统治地位。

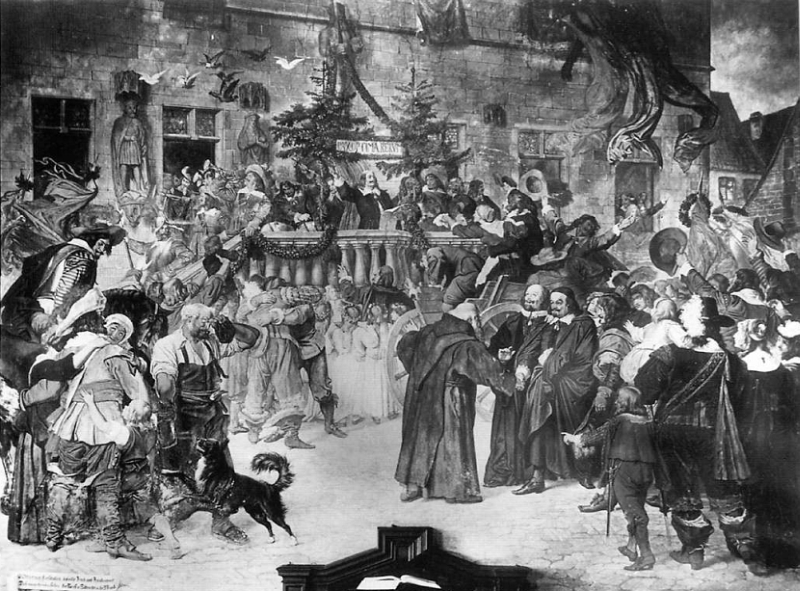
1648年10月25日威斯特伐利亚和约签订后的宣布仪式（奥斯纳布吕克市政厅）

参战双方从1643年至1648年在奥斯纳布吕克和明斯特进行了和平谈判，最终签订了孪生条约，即《威斯特伐利亚和约》，三十年战争至此结束；奥斯纳布吕克虽然试图获得帝国自由城市的称号，但未获认同。“谁的领土，谁的宗教（cuius regio ius religio）”这个原则在奥斯纳布吕克拥有一个特例，按照1650年的条约规定奥斯纳布吕克主教领地的主教由天主教和新教主教交替担任，其中新教亲王从不伦瑞克-吕讷堡公爵的后代中选出，后来形成了新的汉诺威王朝。1667年，恩斯特·奥古斯特王子在奥斯纳布吕克建立了新的巴洛克式宫殿，他的儿子即英国国王乔治一世，在1727年6月11日在这里去世。考虑到亲王主教的信仰变化，因此当地居民的信仰不受影响，等于是保证了宗教自由的原则。

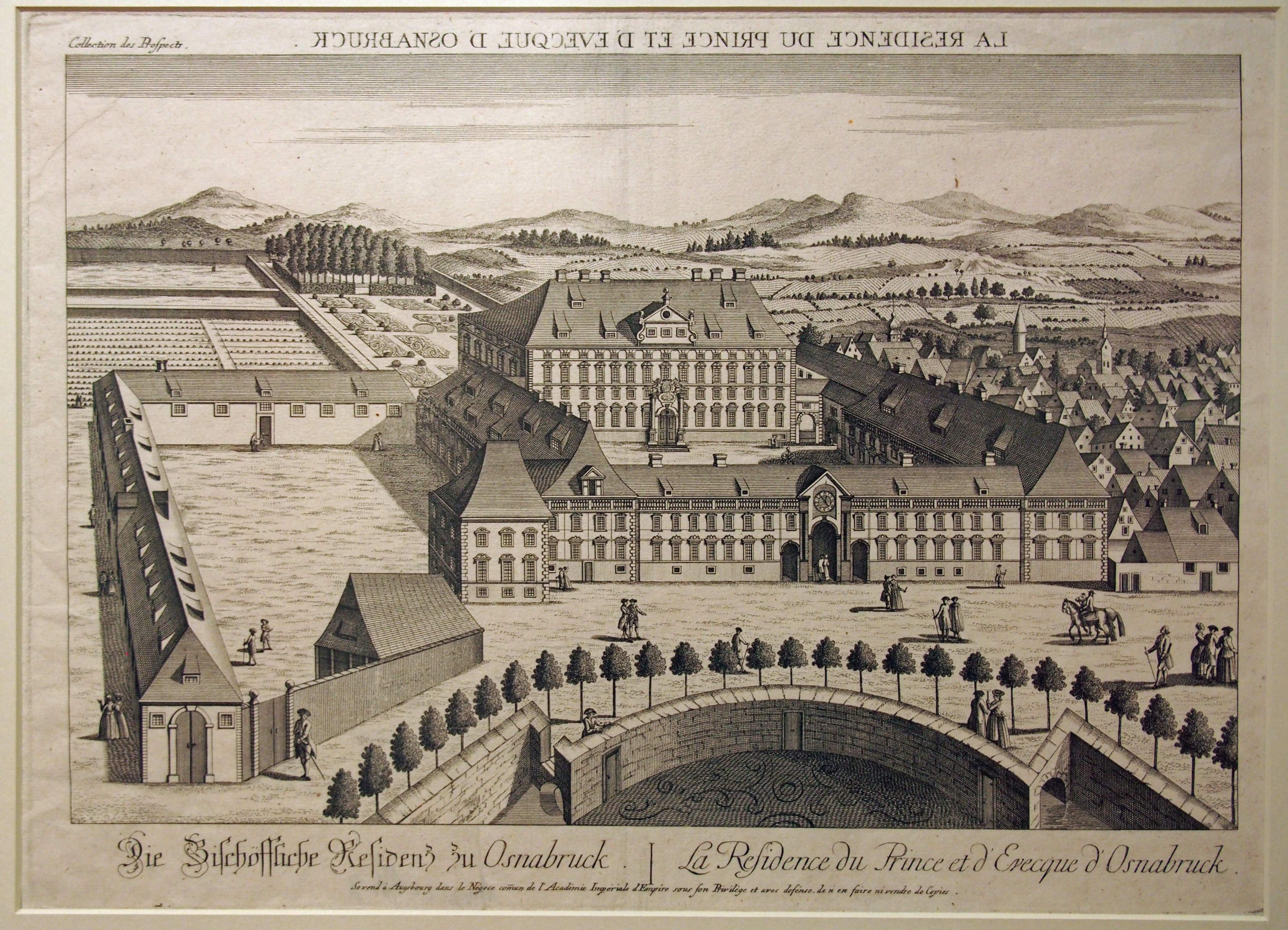
1777年的奥斯纳布吕克主教亲王宫

18世纪初，当地著名的法学家和社会理学家尤斯图斯·默泽撰写了一部非常重要的城镇宪法史，即奥斯纳布吕克史（Osnabrücker Geschichte）。经历了七年战争的侵袭，这座城市人口下降到6000人以下，不过之后随着亚麻和烟草产业的发展，经济得以复苏，城市人口从1780年代开始回升。

### 近代晚期
1795年法国大革命战争中，普鲁士军队占领此地。1803年神圣罗马帝国解散、所有宗教领地被取缔后奥斯纳布吕克主教领地被并入汉诺威选帝侯领地，同年被法国军队占领。1806年奥斯纳布吕克短时间属于普鲁士王国，1807年被并入新成立的威斯特法伦王国，1810年12月10日被纳入法兰西帝国。1815年它又被划给汉诺威王国。频繁的战争和易主导致这座城市的人口维持在1万人以下。
1855年，奥斯纳布吕克兴建第一条铁路线，将它和勒讷连接起来，随后继续兴建更多的铁路，1856年连接埃姆登，1871年连接科隆，1874年连接汉堡。
1866年普鲁士王国吞并汉诺威王国，奥斯纳布吕克作为汉诺威省的一部分进行管理。当地的工程技术和纺织业的发展推动了经济发展和人口增长。1873年当地成立了著名的Osnabrücker Kupfer- und Drahtwerk冶金公司。19世纪后期，学校数量增长，现代化的电力设施和卫生设施也已经导入。
1885年开始奥斯纳布吕克是普鲁士奥斯纳布吕克地区（Regierungsbezirk Osnabrück）的首府。直到1977年在行政区划改革的过程中奥斯纳布吕克才丧失了这个地位。此外它还是奥斯纳布吕克县（Landkreis Osnabrück）的县府。

### 现代
1914年，奥斯纳布吕克的居民已经超过7万人，不过第一次世界大战爆发后被迫进行食物配给制，随后的协约国的封锁和1917年的严冬也导致食物进一步短缺。1918年德国战败，一个工人和士兵组成的委员会在十一月革命期间一度取得政权，但次年就被魏玛共和国所取代。1920年代，奥斯纳布吕克经历了严重的通货膨胀，失业率高涨，1923年有2000人失业，到1928年已经达到了14000人。
从政治传统来说，奥斯纳布吕克在20年代主要支持德国社会民主党和天主教中央党。但在1930年的德国国会选举中，纳粹党后来居上，拿下了28%的选票。1932年的两次选举之前的竞选活动中，纳粹党的首脑阿道夫·希特勒和约瑟夫·戈培尔都到这里发表演讲。

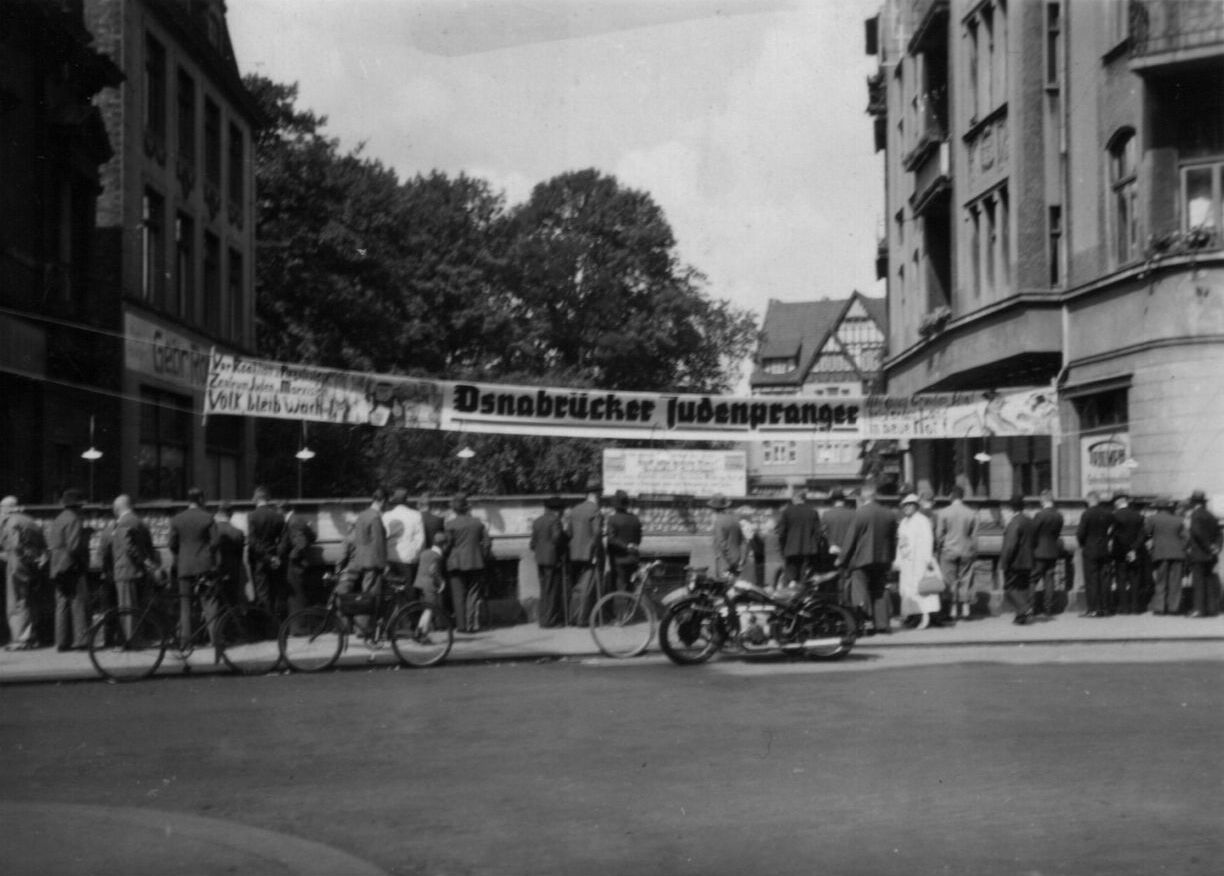
1934年奥斯纳布吕克的反犹宣传标语

1933年1月，纳粹党夺取政权，奥斯纳布吕克进行国家社会主义模式的经济、政治和社会计划。这些政策对当地的德国人来说是一种经济增长的强心剂，1933年初尚有10000人失业到了1938年已经转成了劳动力短缺状态。不过除了德国人以外的族裔，特别是犹太人以及反对党的支持者和持不同政见者都受到了严重的歧视甚至是监禁状态，不少人被迫关闭企业并离开了这座城市。二战期间，犹太人和罗姆人都被集体驱逐到集中营和灭绝营。
在第二次世界大战中奥斯纳布吕克共受到79次空袭，其中最早的一次大规模空袭是1942年6月20日英国皇家空军进行的，当日向老城共投下9000枚燃烧弹。10月6日老城南区受到11000枚炸弹和燃烧弹的袭击。1944年9月13日的袭击中老城区共收到2171枚炸弹和18.1万枚燃烧弹的袭击，由此导致的火风暴摧毁了大多数老建筑。1944年10月13日其余未受破坏的市区遭到了16000枚燃烧弹和2616枚爆炸弹的袭击。1945年3月25日，就在大战结束前不久老城区遭到英国皇家空军的最后一次空袭，使得整个老城区所剩无几，死亡178人。总的来说整个市区的被破坏度达65%，破坏最严重的是中世纪的老城，这里的破坏度达94%。

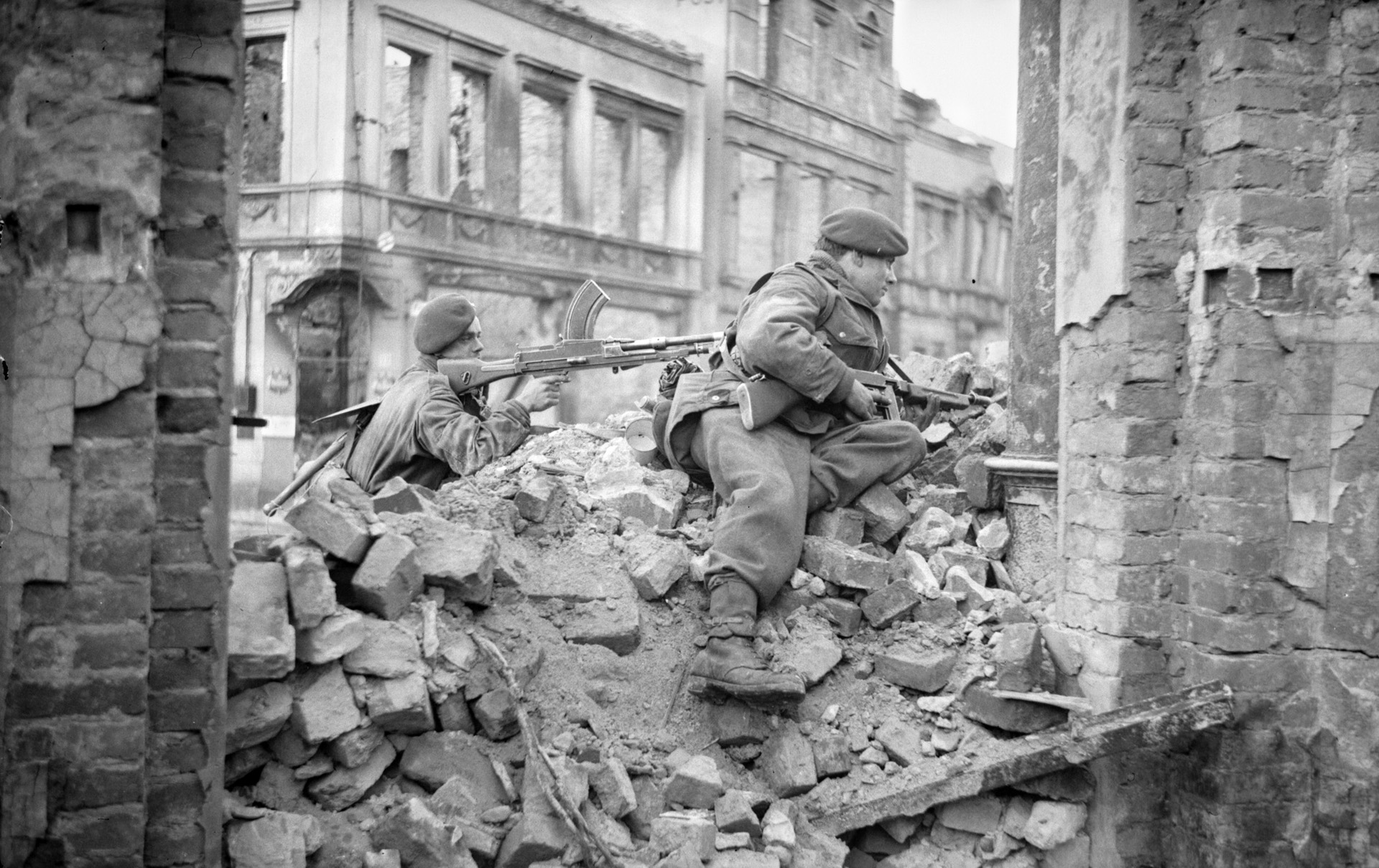
英军进入奥斯纳布吕克（1945年4月4日）

战事在4月4日结束，伯纳德·蒙哥马利元帅率领下第二集团军的第十七军在几乎没有任何抵抗的情况下占领了奥斯纳布吕克，纳粹领导人逃离了这座城市。因此英国任命了一位新的市长——约翰内斯·彼得曼。同时在盟军占领德国期间，英国军事总督杰弗里·戴上校负责管理这座城市。整体来说，占领军与当地居民的关系还算融洽，不过还是出现了一些小型的争端。1946年中期，英国人一共接管了70多间房屋供自己使用。同时在商品短缺的情况下，当地的黑市比较猖獗。
二战结束之后，新成立的德意志联邦共和国（西德）调整了其行政区划，奥斯纳布吕克成为下萨克森州的一部分。不过英国仍然继续在当地驻军，人数多达4000人，一度是英国最大的海外驻军基地。1996年，爱尔兰共和军试图对驻军进行袭击。伴随着英国军事预算的削减，驻军在2008年撤出并将所有财产归还给当地政府。
1974年，奥斯纳布吕克终于拥有自己的大学奥斯纳布吕克大学。

### 行政合并
从1914年至1972年7月1日奥斯纳布吕克吸收合并了多个周边村庄。
由于奥斯纳布吕克处于一个谷地中，加上它邻近北莱茵-威斯特法伦州，因此相对于德国其它城市来说它合并的村庄比较少。此外当时的市政府担心通过合并会导致市政府内多数党派产生变化，因此对合并非常冷漠。从长远角度来看这对城市的发展不利。

### 人口发展

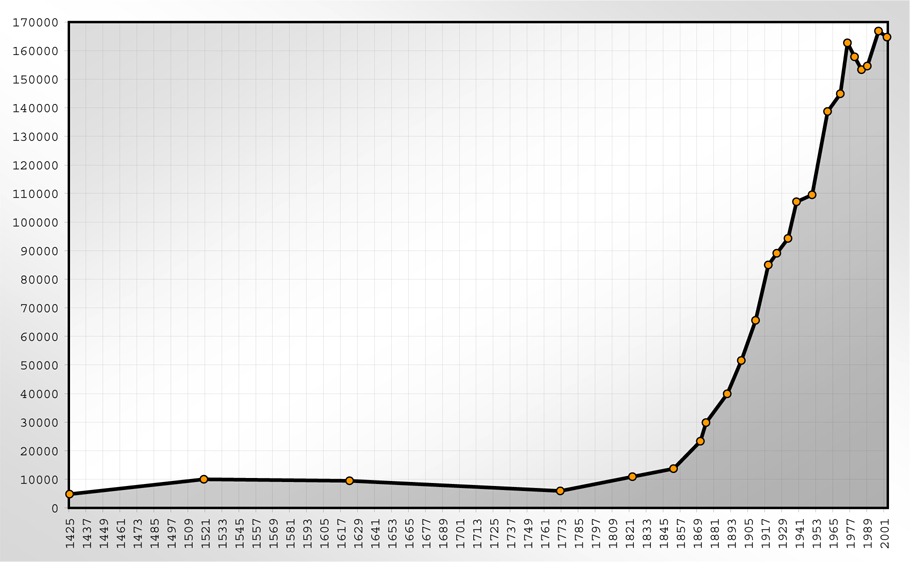
人口发展

1575年奥斯纳布吕克75%的居民死于鼠疫，此后的瘟疫、火灾、饥荒和战争使得奥斯纳布吕克的人口一直到约200年后才恢复到1575年前的程度。从1823年至1900年因为工业化城市居民从一万翻五倍达五万。尤其作为铁路枢纽奥斯纳布吕克需要许多劳动力。
至1939年奥斯纳布吕克的人口又翻一倍，达十万，在德国正式属于大城市。1995年奥斯纳布吕克的人口达到其历史最高水平，当时市内有168,618名居民。根据官方数据2006年2月末市内有164,695名居民。2010年的数据维持这个水平。2011年的普查发现人口略微减少到154,513人，到2015年，人口再次提升到162,403人，2019年底的数据为165,251人。
以下的列表显示了居民的发展状况。至1833年为止为估计数，此后的数据来自人口普查以及统计部门和市政府的数据。
| 年            | 居民数   |
| ------------- | -------- |
| 780年         | 800人    |
| 1171年        | 3,500人  |
| 1425年        | 4,800人  |
| 1500年        | 6,000人  |
| 1570年        | 7,500人  |
| 1575年        | 2,000人  |
| 1646年        | 5,500人  |
| 1771年        | 5,923人  |
| 1780年        | 6,651人  |
| 1800年        | 8,564人  |
| 1823年        | 10,915人 |
| 1852年12月3日 | 13,718人 |
| 1861年12月3日 | 16,180人 |
| 1864年12月3日 | 18,033人 |
| 1867年12月3日 | 19,579人 |

| 年            | 居民数   |
| ------------- | -------- |
| 1871年12月1日 | 23,308人 |
| 1875年12月1日 | 29,860人 |
| 1880年12月1日 | 32,819人 |
| 1885年12月1日 | 35,899人 |
| 1890年12月1日 | 39,929人 |
| 1895年12月2日 | 45,137人 |
| 1900年12月1日 | 51,573人 |
| 1905年12月1日 | 59,580人 |
| 1910年12月1日 | 65,957人 |
| 1916年12月1日 | 72,505人 |
| 1917年12月5日 | 70,872人 |
| 1919年10月8日 | 85,017人 |
| 1925年6月16日 | 88,911人 |
| 1933年6月16日 | 94,277人 |
| 1939年5月17日 | 99,070人 |

| 年             | 居民数    |
| -------------- | --------- |
| 1945年12月31日 | 81,828人  |
| 1946年10月29日 | 88,663人  |
| 1950年9月13日  | 109,538人 |
| 1956年9月25日  | 127,658人 |
| 1961年6月6日   | 138,658人 |
| 1965年12月31日 | 143,101人 |
| 1970年5月27日  | 143,905人 |
| 1975年12月31日 | 161,671人 |
| 1980年12月31日 | 157,367人 |
| 1985年12月31日 | 153,202人 |
| 1987年5月25日  | 150,807人 |
| 1990年12月31日 | 163,168人 |
| 1995年12月31日 | 168,618人 |
| 2000年12月31日 | 164,101人 |
| 2005年12月31日 | 163,814人 |

## 宗教

### 基督宗教

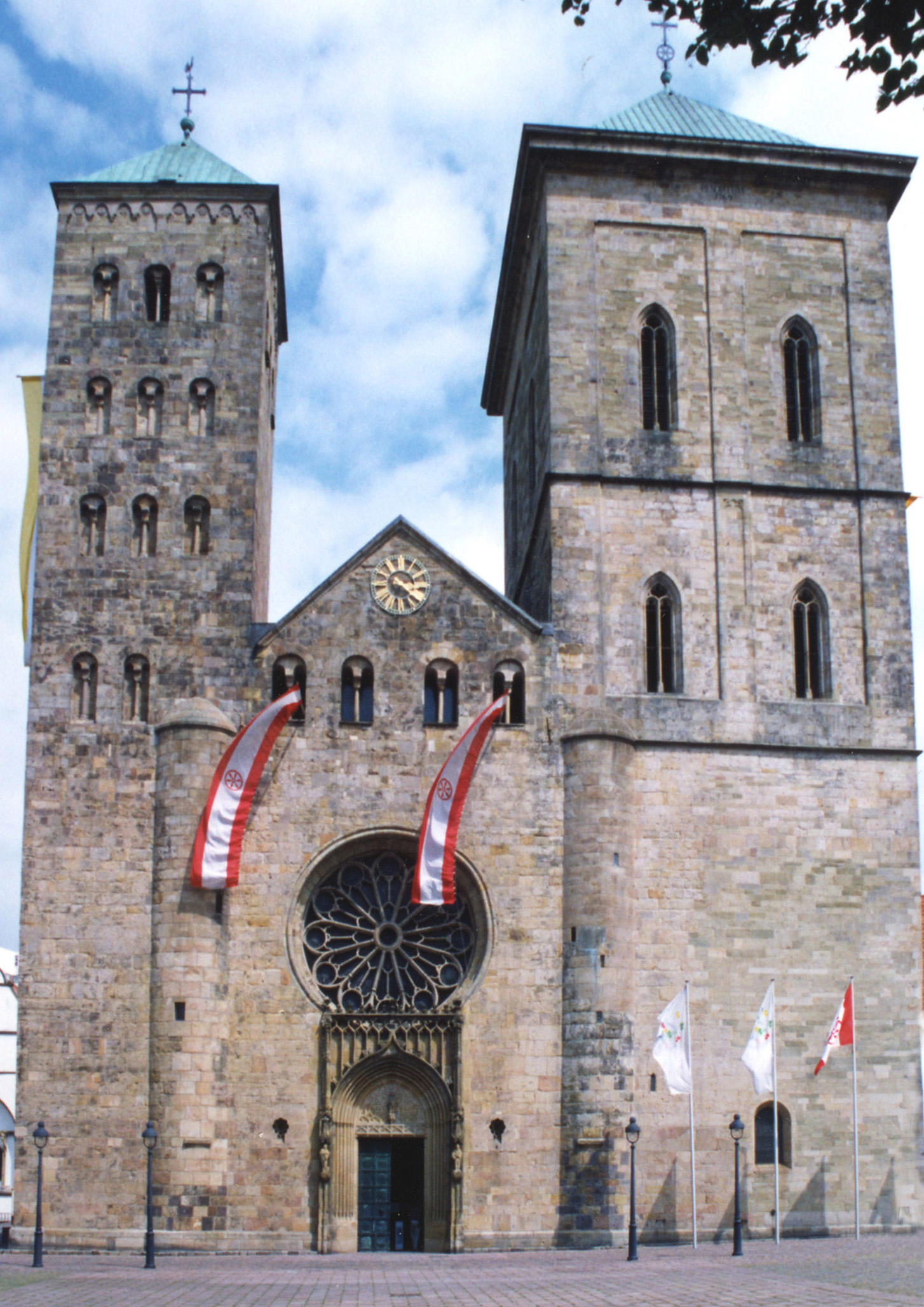
圣伯多禄主教座堂

早在804年奥斯纳布吕克就已经是一个天主教的主教驻地了，因此到德意志宗教改革为止它始终属于这个主教。馬丁路德開山立派後，从1521年开始在奥斯纳布吕克有新教信義宗的布教。1543年奥斯纳布吕克进行宗教改革，主要改信信義宗，但市内的大教堂则依然歸屬天主教。因此奥斯纳布吕克既不完全是新教，也不完全是天主教。大教堂是天主教的中心，也是奥斯纳布吕克主教领地的中心。新教则受市议会领导。1815年奥斯纳布吕克被划给汉诺威王国后其新教教会成为该王国的五个新教教省的省会之一。1903年这个教省被撤销。奥斯纳布吕克的新教教会受汉诺威的信义宗教会领导。今天奥斯纳布吕克的信义宗教会是汉诺威信义宗教会中的一个教县。
从1788年开始奥斯纳布吕克就已经有加尔文的改革宗的新教活动。当时改革宗的教会受附近的泰克伦堡伯爵领地领导。19世纪内许多改革宗信徒迁入奥斯纳布吕克导致了1889年市内成立了一个自己的教会。这个教会受奥利希教省领导。1893年他们建造了自己的教堂。后来市内还建造了另外四座改革宗教堂。
由于宗教改革后大教堂依然歸屬天主教，因此奥斯纳布吕克市内一直有天主教徒居住。市内天主教与新教的比例大概相等。宗教改革后奥斯纳布吕克天主教教省缩小，但始终没有被取消。奥斯纳布吕克主教领地被撤销后1824年奥斯纳布吕克主教的教省被重新调节，它基本上包括当时的汉诺威王国的疆域。1930年整个北德地区被纳入这个教省，使得它成为当时德国面积最大的天主教教省。至1995年为止这个教省受科隆大主教领导，此后受新设立的汉堡大主教领导。
除天主教和新教这两个大基督教教派外奥斯纳布吕克还有一些其它独立教会。

### 佛教
奥斯纳布吕克有一个佛教中心和一个禅宗佛寺。

### 伊斯兰教
奥斯纳布吕克的伊斯兰教穆斯林主要来自土耳其，阿拉伯人和巴基斯坦人也是重要穆斯林社群。

### 犹太教
在19世纪里奥斯纳布吕克设立了一个犹太墓地，1927年10月这个墓地被学生玷污。老犹太会堂是1907年建造的，当时在奥斯纳布吕克约有500名犹太人，其中包括费利克斯·努斯鲍姆的家庭。
納粹德國時期，本地猶太人遭受慘烈的迫害，1938年初奥斯纳布吕克设立了所谓的犹太人楼。在水晶之夜犹太会堂被焚，多座犹太商店被抢劫，犹太人的住房被破坏，犹太墓地被玷污。今天可以确定的是在水晶之夜数星期前当时的市长盖尔特纳就已经决定拆除犹太会堂了。1941年12月12日市内剩下的190名犹太人中的第一批被运到集中營。
第二次世界大战后奥斯纳布吕克只有五名犹太人。1967年一座新犹太会堂被建造。两德统一时市内有约90名犹太人居住。2005年通过接收从原苏联来的犹太人市内的犹太人数量增长到1544人。今天在地区政府大厦上有一块纪念牌，每年11月9日市政府在此献花圈，咏颂犹太教祈祷。1986年犹太教墓地又被玷污。

## 政治

### 历史
从14世纪开始奥斯纳布吕克就已经有一个市议会了。这个议会由一个“元老会”和一个“席会”组成。这个议会的主席是市长。城市很早就已经能够从主教手中获得许多自由，但未能获得彻底的自由。汉诺威时期城市的领导人为一名行政市长和一名法律市长。从1851年开始市内最高领导是一名市长。纳粹时期这名市长是由纳粹党委任的。
从1946年开始市长是选举产生的。

### 议会
从2001年开始市议会由50名议员组成，此外市长也有投票权。
在2021年9月12日举行的最新的市议会选举当中，绿党的支持率大幅度提升（29.21%），而对应的基督教民主联盟的支持率则大幅下降（25.64%），其他政党支持率变化不大。
2021年开始的市议会席位分配如下：
- 德国绿党14席
- 德国基督教民主联盟13席
- 德国社会民主党12席
- 德国自由民主党3席
- 德国左翼党2席
- 奥斯纳布吕克公民协会2席
- 德国选择党1席
- 党1席
- 德国伏特党（英语：Volt Germany）1席
- 奥斯纳布吕克城市独立选民社区1席

### 市长

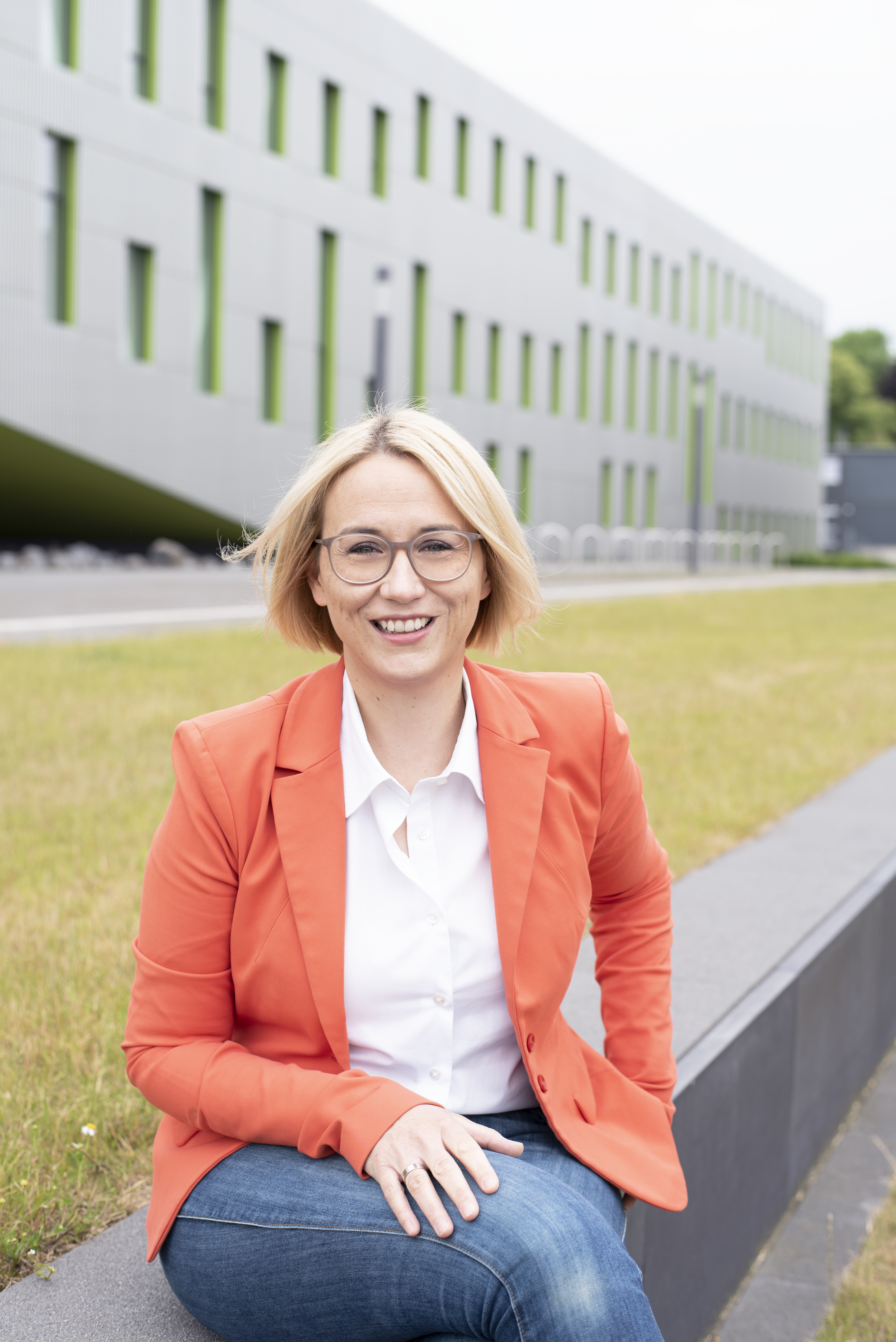
现任市长K·珀特尔

目前的市长是基民盟的卡塔琳娜·珀特（Katharina Pötter）。她于2021年11月上任。

### 市徽

奥斯纳布吕克轮

奥斯纳布吕克的市徽底色银色，上面有一个有六根辐条的黑轮子。市旗上也有这个轮子，此外旗的边缘有一个黑框。从13世纪的银币上这个轮子就已经作为奥斯纳布吕克主教领地的印章了，但是历史上其形状变化过多次。一开始它是红色的，从1496年开始变为黑色的。后来还出现过红色的，但后来还是黑色成为今天的颜色。13世纪的徽章上在轮子的边上还有圣彼得作为大教堂的保护人。后来只剩下了轮子。

### 姊妹城市、友好城市、城市大使
奥斯纳布吕克有多个姐妹城市和友好城市，是德国唯一一个派驻城市大使的城市。城市大使是由奥斯纳布吕克派向其姐妹和友好城市的年轻人，这些人在对方城市的管理机构里待一年，来完成友好城市的工作。
姐妹城市
- 哈勒姆（荷兰），从1961年开始
- 昂热[3]（法国），从1964年开始
- 德比（英国，从1976年开始
- 格赖夫斯瓦尔德（德国梅克伦堡-前波莫瑞），从1988年开始
- 特维尔（俄罗斯），从1991年开始
- 恰纳卡莱（土耳其），从2004年开始
- 雷阿尔城（葡萄牙），从2005年开始

友好城市
- 格明德（奥地利），从1971年开始
- 埃文斯维尔（美国印第安纳），从1991年开始
- 光明市（大韩民国），从1997年开始
- 合肥（中华人民共和国），从2006年开始

### 应对气候变化
从2012年以来，奥斯纳布吕克市政府制定了100%的气候保护整体规划，该规划显示奥斯纳布吕克到2050年将城市的二氧化碳排放量减少95%，能源消耗减少50%（对比1990年）。这座城市正作为所谓的整体规划市报批联邦政府获得资金援助。奥斯纳布吕克同时在“整体规划区域”框架内与奥斯纳布吕克县、施泰因富特县以及赖讷市展开合作。

## 经济
2016年，奥斯纳布吕克实现了79.55亿欧元的国内生产总值，在德国城市经济排名位列第45位。同年的人均国内生产总值为48732欧元（高于德国平均水平，更高于下萨克森州平均水平）。2016年的就业人数为126500人，2018年的失业率为6.4%，略高于下萨克森州的平均水平。
奥斯纳布吕克是下萨克森州西南部以及附近北威州部分地区的区域经济中心，很多人都来奥斯纳布吕克参加工作，并将此地作为购物和娱乐中心。从德国工业革命开始以来，奥斯纳布吕克的经济就由工业主导。再加上中欧地区重要公路、铁路和水路交汇处的良好交通环境，奥斯纳布吕克同时也发展了强大的运输产业和服务公司，并且将影响力推广到地区之外。
在Prognos发布的未来地图集（2019年版）中，奥斯纳布吕克在401个德国城市中排名第63位。

### 金属冶炼产业
1868年奥斯纳布吕克建立了著名的钢铁厂，与城市南部的Georgsmarienhütte集团公司形成了一个钢铁基地。不过1989年奥斯纳布吕克钢铁厂倒闭之后，Georgsmarienhütte继续作为高等级钢铁生产企业而存在。
1873年Witte und Kämper在市中心北部的加尔特拉格落户，1890年更名为Osnabrücker Kupfer- und Drahtwerke AG，现在它的名字是KME AG，主要生产铜和铜合金制品。

### 造纸业

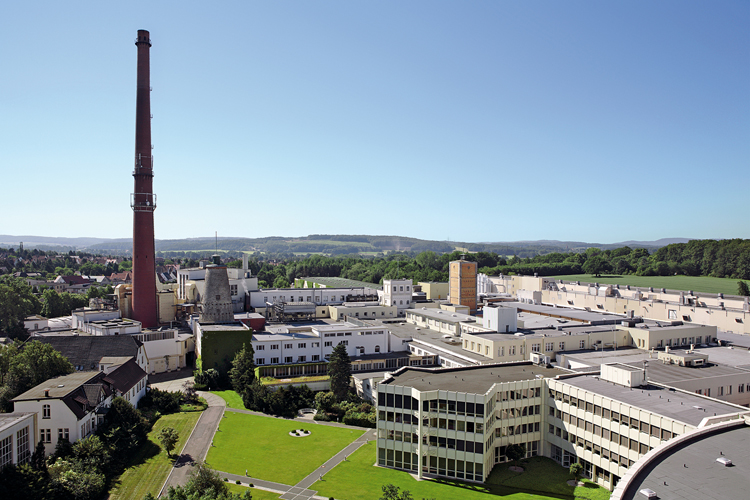
造纸企业费利克斯·舍勒集团

奥斯纳布吕克和周边区域是德国造纸业的重点区域，在几个世纪之前，造纸厂一般会选择在哈瑟河和它的支流边上，费利克斯·舍勒集团由此发展而来。1976年芬兰企业Ahlstrom-Munksjö接管了Kämmerer造纸厂，不过从2016年以来，它重新恢复了Kämmerer的名义进行生产。
除了造纸以外，附近还有一些纸张加工企业，诸如墙纸工厂Rasch和家居用品制造商Duni等。

### 汽车制造产业
由于前Karmann公司的存在，奥斯纳布吕克是众多敞篷车型的生产基地。2009年，Karmann破产被大众集团合并，成为大众集团奥斯纳布吕克公司。除了完整制造大众车型以外，这里的工厂也为大众集团品牌提供喷漆或者总装等单独生产作业。
部分独立状态、部分依托于大众集团公司，奥斯纳布吕克和周边地区出现了众多的供应配套产业，包括从事汽车物流、汽车制造、汽车贸易和汽车零部件制造的企业。

### 企业
奥斯纳布吕克共有约370个企业，其中比较著名的有：
- buw集团公司（英语：buw Holding），约5000名员工，2016年被Convergys（英语：Convergys）收购
- Conditorei Coppenrath & Wiese（英语：Coppenrath & Wiese），面包制造商，约2200名员工。
- 汉宏货运有限公司（英语：Hellmann Worldwide Logistics），约9200名员工。
- HR Group，鞋履贸易公司，Reno鞋履连锁店（德语：Reno (Schuhhandel)）的母公司。
- 大众汽车奥斯纳布吕克有限责任公司（德语：Volkswagen Osnabrück），原汽车OEM制造企业Karmann（英语：Karmann），2009年破产被大众集团收购。
- Meyer & Meyer（德语：Meyer & Meyer），国际货运代理公司。
- Piepenbrock集团公司（德语：Piepenbrock Unternehmensgruppe），工业服务公司，全国约有26000名员工。
- WM SE，汽车/商用车零配件批发商，约3300名员工，在德国、荷兰、奥地利和美国设有销售网点。

## 基础设施

### 交通

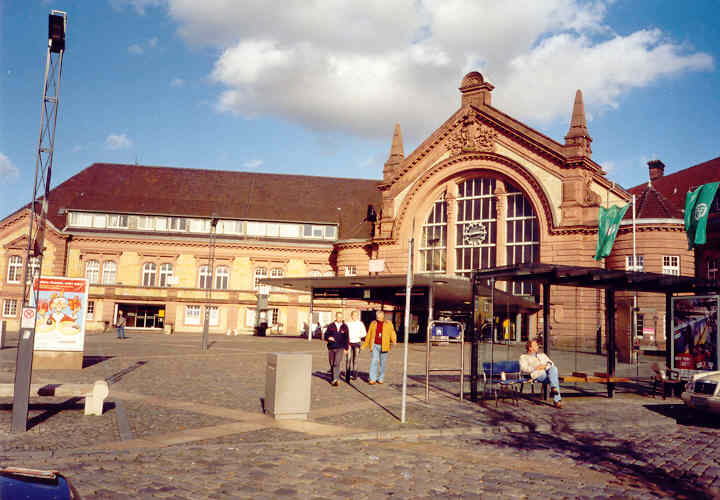
1895年建造的总火车站

#### 航空
市区内有一个国内的机场，明斯特奥斯纳布吕克国际机场离市中心约30千米。每天有几次航班连接法兰克福、慕尼黑和斯图加特的机场。在欧洲层面，提供飞往地中海周边、加纳利群岛、土耳其和埃及的目的地航班。在机场可以通过1号高速公路和30号高速公路抵达奥斯纳布吕克市内。

#### 铁路和汽车
奥斯纳布吕克是一个铁路枢纽，它有一个两层的客运火车站和一个调车场。在奥斯纳布吕克总火车站从汉堡、不来梅赴科隆、法兰克福、巴塞尔、慕尼黑的高速列车铁路与从阿姆斯特丹赴柏林的高速列车铁路交叉。
近距列车有去往不来梅和去往明斯特的列车。
奥斯纳布吕克还有一条蒸汽机列车的博物馆火车。
除总火车站外还有两个客运火车站。
1906年至1960年间奥斯纳布吕克曾经有过三条有轨电车线。
此外第二次世界大战后至1968年市内还有过一条无轨电车线路。
1996年奥斯纳布吕克又开始研究建立地区性火车线的可能性。
市内交通有九条公共汽车线路，此外还有长途汽车线路。
奥斯纳布吕克的市内交通车票与附近的明斯特地区的市内交通车票统一，跨地区长途汽车的车票与北莱茵-威斯特法伦的长途汽车票价一致。

#### 公路

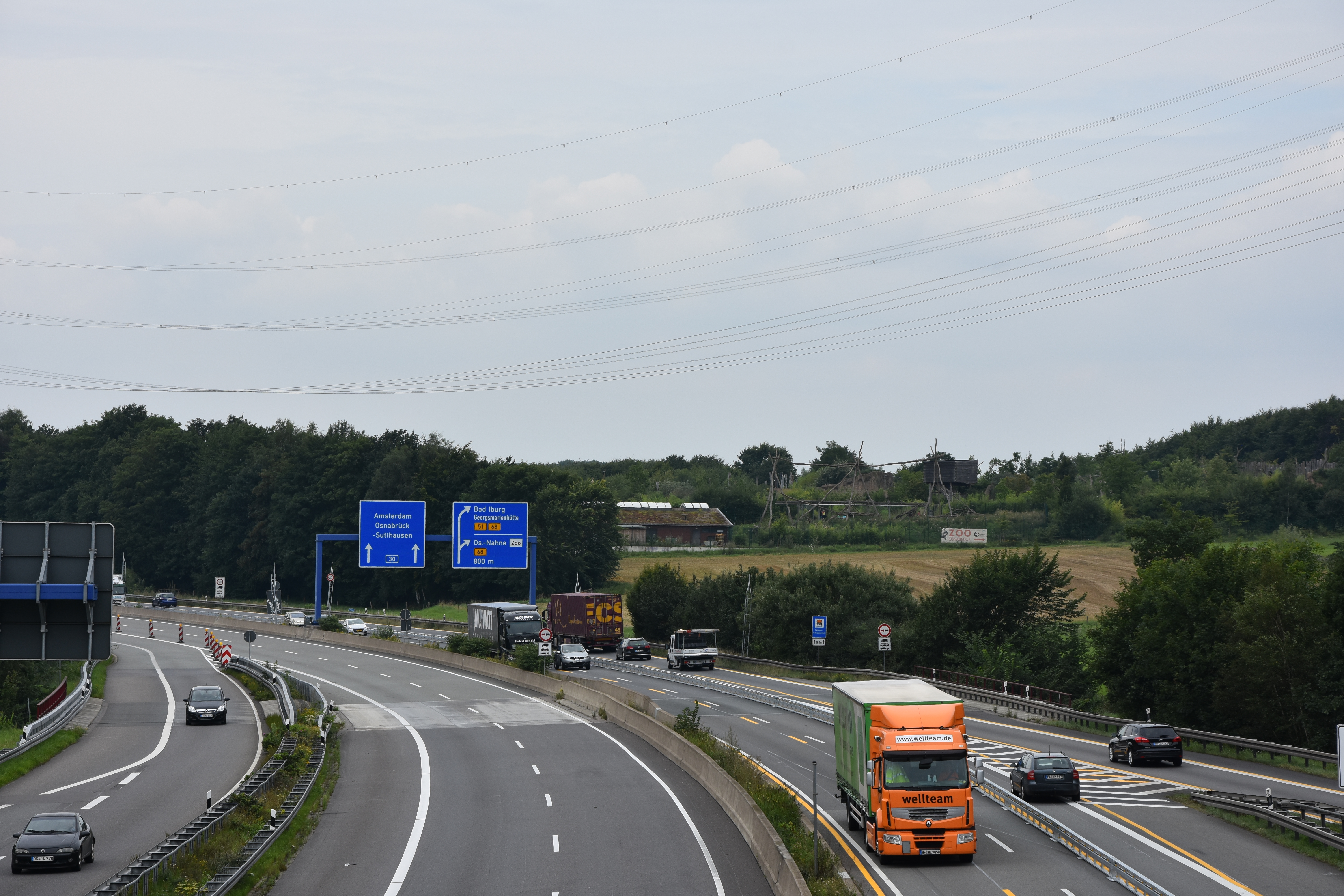
30号高速公路的奥斯纳布吕克出口

通过奥斯纳布吕克的有三条高速公路：德国1号联邦高速公路从普特加登赴萨尔布吕肯通过市区西北，德国30号联邦高速公路从巴特恩豪森赴巴特本特海姆通过市区南部，德国33号联邦高速公路从奥斯纳布吕克赴巴特温嫩贝格通过市区东部。此外68号和51号联邦公路也经过市区。
市内环城公路内有些道路只允许居民使用，或完全不允许使用。中心交通枢纽是新市场广场，其附近也有多个停车场和停车大楼。
在奥斯纳布吕克许多地方停车不需交费，这个政策在市议会有很大的争议，因为在取消停车费后市政府不得不在其它一些领域里省钱，取消服务或福利。

#### 水道和港口
奥斯纳布吕克的内河港口与中德运河通过一条分支运河相连。

### 媒体
奥斯纳布吕克有一份日报《新奥斯纳布吕克报》，此外还有两份专等启事和广告的周报和双周刊。市政府还发表一份刊登活动、戏剧等日期和介绍的画报。
北德意志广播电台在奥斯纳布吕克有一个地区性的广播站。
奥斯纳布吕克有一个地区性的电台Radio Osnabrück。Osradio 104.8则是一个公共广播电台。
欧洲媒体艺术节年度在奥斯纳布吕克举行。

### 公共设施
以下公共设施的总部在奥斯纳布吕克：
- 德国联邦环境基金会（德语：Deutsche Bundesstiftung Umwelt）
- 德国和平研究基金会（德语：Deutsche Stiftung Friedensforschung）
- 人的土地（英语：Terre des hommes）德国分会
- 联邦服务业企业协会
- 联邦风能协会
- 奥斯纳布吕克中小企业联合会
- 奥斯纳布吕克工商协会

## 教育
- 奥斯纳布吕克大学于1974年成立，是德国具有综合性学术研究的著名的高等学府之一。
- 奥斯纳布吕克应用科学大学（英语：Osnabrück University of Applied Sciences）于1971年成立，它是由几所专科学校合并而成的应用型大学。

此外奥斯纳布吕克拥有德国教育系统所提供的所有普及教育和职业教育学校。其中加洛林中学据称由查理大帝于804年创办，是德国最古老的学校。

## 体育
奥斯纳布吕克几乎每个区都有体育馆和草坪运动、球类运动和田径运动的设施，提供给当地的体育俱乐部使用。
奥斯纳布吕克最大的足球场是布雷默桥体育场，奥斯纳布吕克体育在这里进行比赛，在2021-22赛季他们参加德国足球丙级联赛。

## 文化和名胜

### 剧院

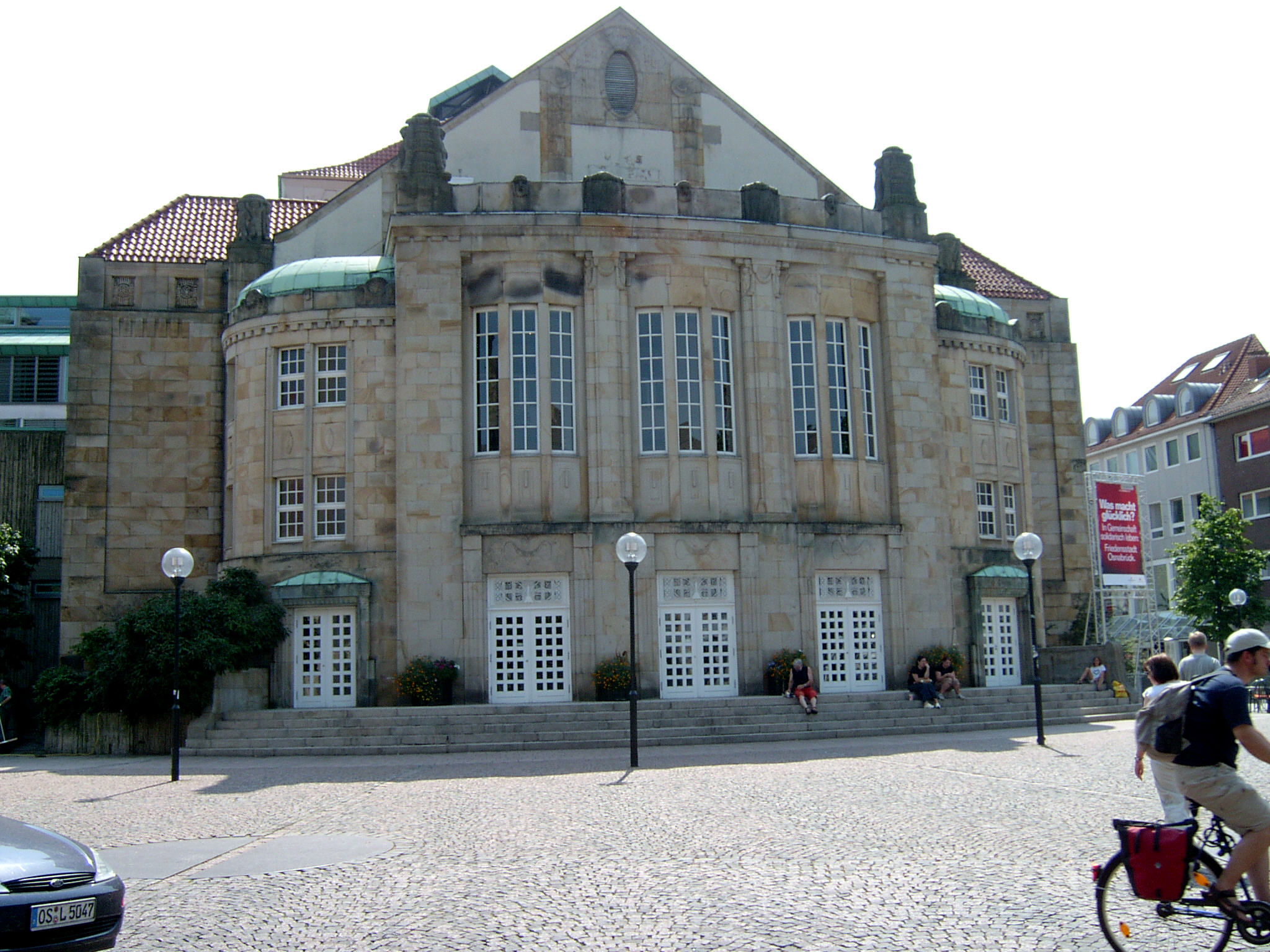
大教堂边剧院

- 奥斯纳布吕克剧院（英语：Theater Osnabrück）（上演话剧、歌剧、舞剧、青少年剧院）
- 两个业余剧团
- 木偶剧团
- 低地德语剧团

### 音乐
- 奥斯纳布吕克交响乐团（德语：Osnabrücker Symphonieorchester）
- 奥斯纳布吕克青年合唱团（德语：Osnabrücker Jugendchor）
- 许德公园（英语：Hyde Park (Osnabrück)）（音乐场地（英语：Music venue））

### 电影院
奥斯纳布吕克有三座大型电影院和一座小电影院，此外大学也定期放电影。

### 体育
奥斯纳布吕克有众多体育协会。

### 博物馆
- 大教堂藏宝室（德语：Domschatz- und Diözesanmuseum (Osnabrück)）
- 费利克斯·努斯鲍姆之家（英语：Felix Nussbaum Haus），纪念在纳粹大屠杀期间遇难的犹太裔画家费利克斯·努斯鲍姆（英语：Felix Nussbaum）。
- 奥斯纳布吕克文化历史博物馆（德语：Kulturgeschichtliches Museum Osnabrück）
- 舍勒贝格博物馆（德语：Museum am Schölerberg）：自然、环境博物馆，天文馆
- 奥斯纳布吕克美术馆（德语：Kunsthalle Osnabrück）
- 工业文化博物馆（德语：Museum Industriekultur (Osnabrück)）
- 施利克尔别墅（德语：Villa Schlikker (Osnabrück)）
- 阿克齐斯之家（德语：Akzisehaus (Osnabrück)）

### 公园和绿地
- 宫殿花园（德语：Schlossgarten (Osnabrück)）建立于17世纪，主要由普法尔茨的索菲所设计，是市中心一个受欢迎的聚会场所。
- 市民公园（Bürgerpark）位于老城区的东北部，是奥斯纳布吕克最古老的对公众开放的公园，拥有珍贵的古树。
- 奥斯纳布吕克植物园（英语：Botanischer Garten der Universität Osnabrück），建于1984年，占地5.6公顷，由奥斯纳布吕克大学管理[5]。
- 在埃弗斯堡区的西南部，毗邻鲁本布鲁赫湖有一个大型的休闲区。
- 皮斯贝格（德语：Piesberg）煤矿遗址的垃圾场在2005年关闭后，逐步改建为一个文化景观公园。
- 奥斯纳布吕克动物园（英语：Osnabrück Zoo）：位于舍勒贝格区，1936年开放，是下萨克森州最大的动物园。近年来经过改造，设计为无障碍和动物友好型动物园，新设了高空步道，每年游客在100万左右。

### 建筑物
市政府大厦是奥斯纳布吕克的标志。它是1512年建成的，建造时间为25年，风格是哥特式晚期风格。威斯特伐利亚和約于1648年在这座大厦和明斯特市政府大厦内被签署。今天在当年签署和约的和平大厅中挂着当时欧洲统治者和大使的42幅肖像画。在宝藏室里保存折1648年的和平条约的一份仿制品。在一层楼里有一座1633年奥斯纳布吕克的模型。
布克斯塔是13世纪城墙的一座瞭望塔。其比较小的垛墙显示出它不是为大炮设计的，而是为弓箭和小的火器设计的。在中世纪时这座塔还被当作城市的监狱。在16和17世纪猎女巫时这里还曾经是审讯和拷打场。今天这里有一个关于猎女巫的展览。本来这座塔高28米，1805年由于有倒塌的危险塔高被降低了约10米。

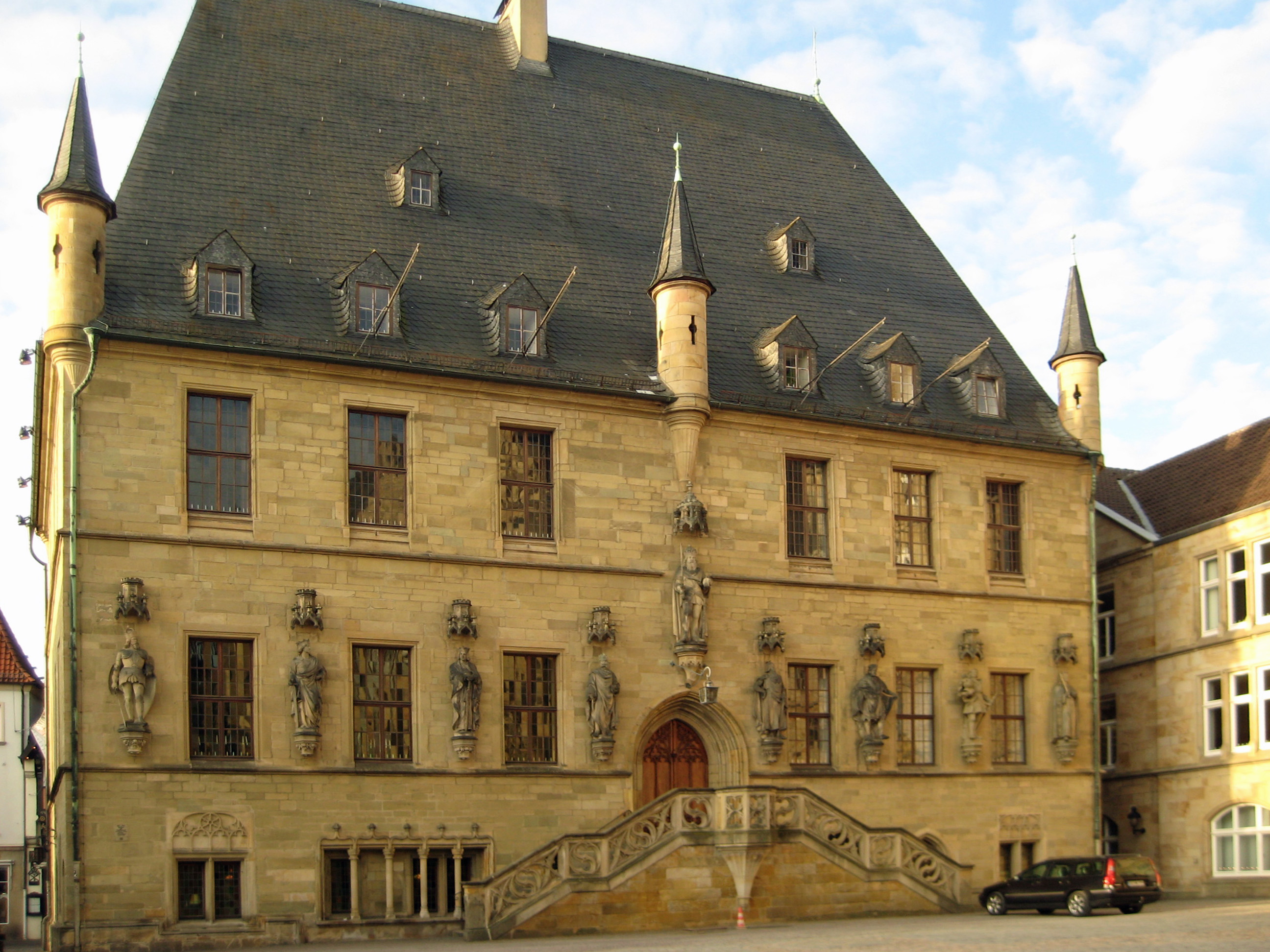
奥斯纳布吕克市政厅

黑格门（Heger Tor）外形上看上去像是古代的城门，实际上却是中世纪城墙被拆除两年后于1817年建造的。它是为纪念参加滑铁卢战役的奥斯纳布吕克人建造的。门上有一瞭望台。
圣玛丽亚教堂是一座市民教堂，由于教堂内遗留有800年的墓地，因此估计今天的教堂是在更古老的木结构教堂的基础上建造的，不过对此没有历史记载遗留下来。13世纪扩建时教堂获得了今天的哥特式风格。

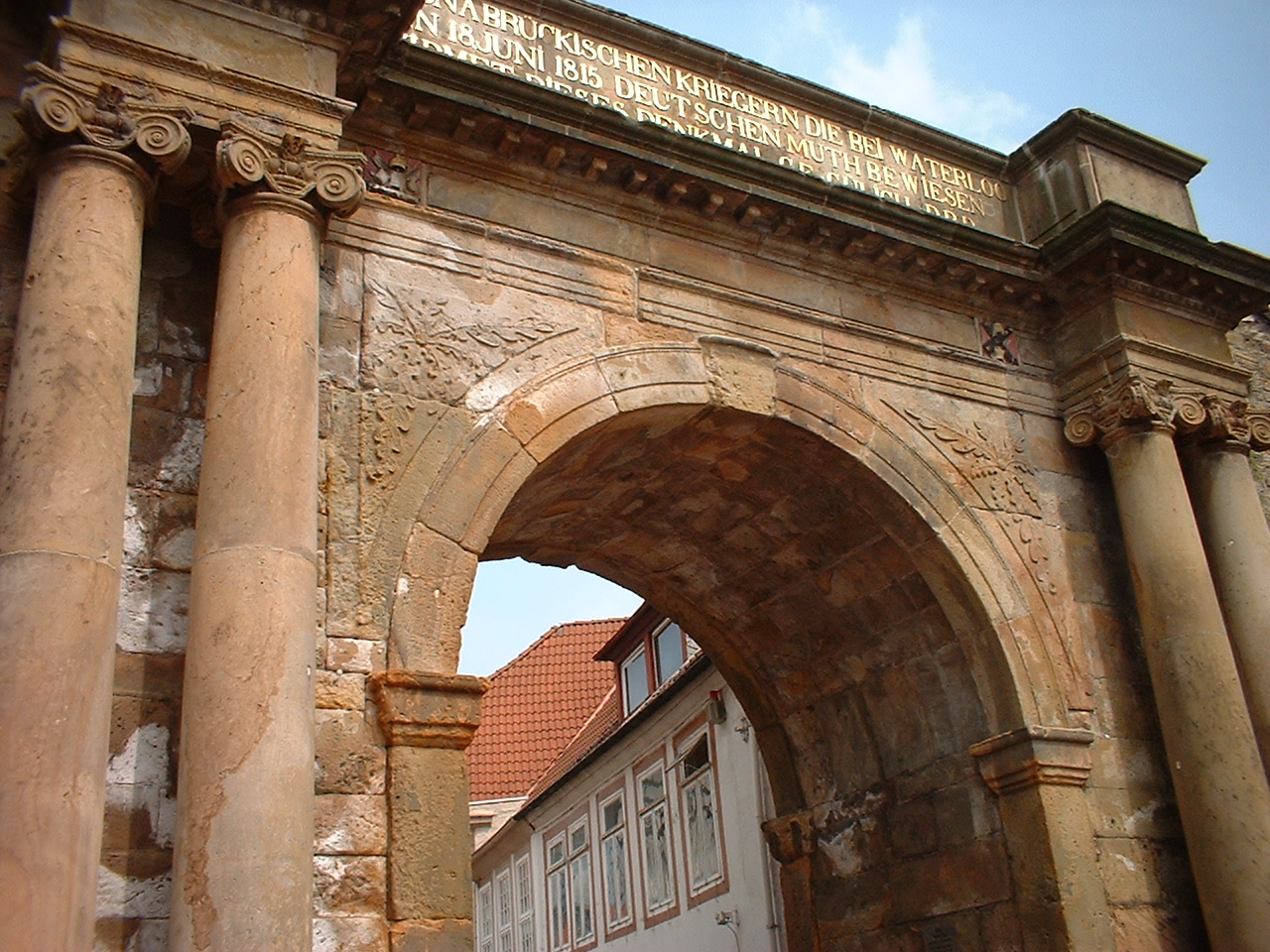
黑格门

圣伯多禄大教堂最早是785年启用的，今天的教堂是从1218年至1277年建造的。其风格为哥特式晚期。本来教堂的两座钟楼塔是对称的。15世纪里北塔被换成一座哥特式的、粗壮的塔。教堂内的大十字架几乎高6米，其耶稣像身长3.80米，是欧洲最大的十字架之一。1210年至1233年有过一名来自格罗宁根的隐士曾在奥斯纳布吕克大教堂附近居住。他后来被提升为圣人。
奥斯纳布吕克城堡（Schloss Osnabrück）是建于17世纪的巴洛克式建筑，现在是奥斯纳布吕克大学的主楼。
佩尼克尔塔的建造年代不明。它首次是在13世纪前半页被提到。它本来是一座瞭望塔，并用来保护下面的佩尼克尔磨房。19世纪时它被改建为住房。佩尼克尔磨房在1891年被毁，后来在哈瑟河的对岸重建。

### 协会
奥斯纳布吕克有众多民间协会和俱乐部。

### 定期活动和庆祝

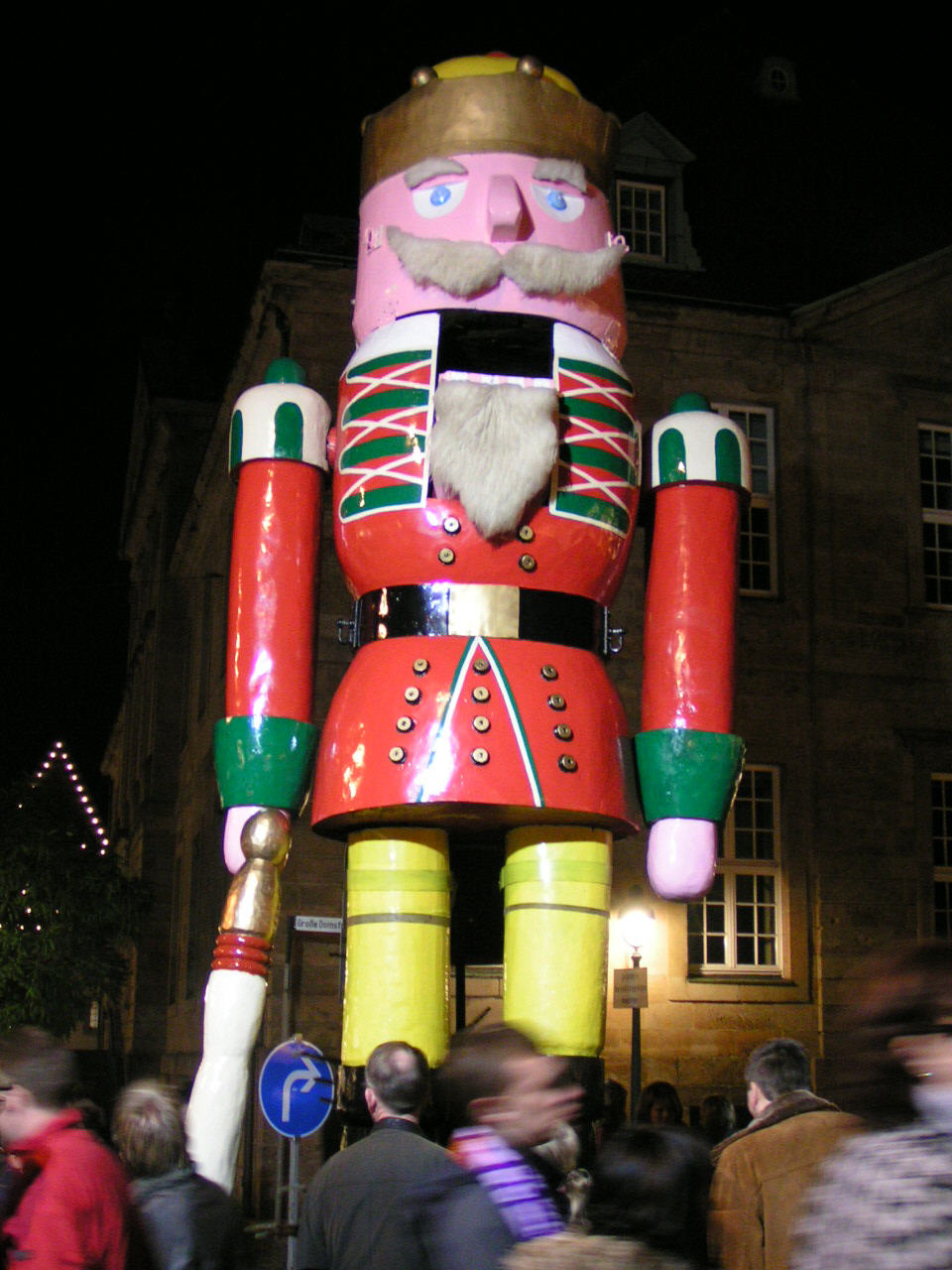
圣诞市场上面的胡桃夹子

- 狂欢节游行（Ossensamstag）：名字取自奥斯纳布吕克的低地德语称呼Ossenbrügge，时间是在玫瑰星期一之前的星期六[6]。参与狂欢节的固定口号是“Osna Helau!”
- 二月：奥斯纳布吕克用餐时间（德语：Osnabrücker Mahlzeit）
- 复活节前：春季大市场
- 复活节前：奥斯纳布吕克室内乐日（德语：Osnabrücker Kammermusiktage）
- 四月：欧洲媒体艺术节（英语：European Media Art Festival）[7]
- 五月：五月周（英语：Maiwoche）
- 五月：同性恋文化日
- 五月和九月：第一个周末（从周六傍晚至周日中午）：夜间跳蚤市场
- 夏季：文化夜
- 六月至八月：市夏季文化节目
- 八月：第一个周六：街头音乐节
- 九月初：摩根兰音乐节（英语：Morgenland Festival Osnabrück）[8]
- 九月：寻职博览会
- 九月：蒸汽机车节（每两年一次）
- 九月：山节（在工业文化博物馆举行）
- 十月：奥斯纳布吕克独立电影节（英语：Unabhängiges Filmfest Osnabrück）
- 十月：和平骑马日（Steckenpferdreiten）：创立于1948年（即《威斯特伐利亚和约》签订300周年），从1953年开始在10月25日前后由当地的四年级小学生骑着玩具马（英语：Hobby horse (toy)）前往市政厅。
- 十一月：秋季大市场
- 十一月：动物园灯笼节周
- 十二月：圣诞市场

### 历史上的墓地

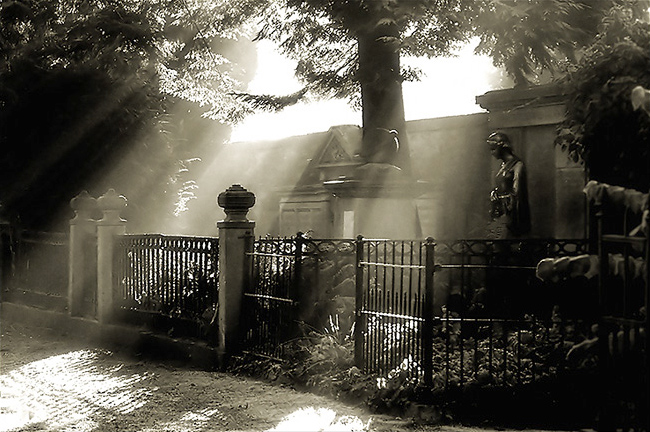
2004年约翰尼斯墓地

奥斯纳布吕克有两个历史上的墓地约翰尼斯墓地和海瑟墓地。这两个墓地都是1808年设立的，它们当时均位于市外。出于卫生的原因当时的政府下令不允许在市内进行墓葬。
从1840年开始墓地中开始开辟花园。
墓地最老的部分靠墙面积比较大的墓是当时市内的富豪家族的墓地，中心面积比较小的是比较下层的人的墓。
1995年在这两个墓地上进行最后一次下葬。2015年墓地被取消。

### 方言
奥斯纳布吕克当地方言（Ossenbrügger Platt）是低地德语的东威斯特伐利亚方言的一种。不过在内城已经有几十年没人能说这种方言了。即便是郊区的村庄，也只有极少数老人会说。目前奥斯纳布吕克通用的口语带一点当地口音的标准德语。今天的奥斯纳布吕克通用口语与标准德语的发音差别很小。

## 饮食

### 拉曼肯炖菜
拉曼肯炖菜（Ramankeneintopf）是当地最著名的特色菜之一，不过具体的内容是有争议的。不少当地居民认为Ramanke就是萝卜的代名词，所以拉曼肯炖菜就是萝卜炖菜。在2017年出版的一本当地词典中，拉曼肯炖菜被翻译成了萝卜炖菜，导致《新奥斯纳布吕克报》的读者大规模抗议。因为在他们的家传食谱中，拉曼肯炖菜较少甚至几乎不用萝卜，用的较多是梨或者豆类。因此当地报纸做了进一步的调查发现，这个拉曼肯炖菜并没有通用配方，因为它“贯穿了花园中所有的菜”，包括以萝卜、梨、豆类为主食，包含牛肉、土豆、豌豆、胡萝卜、韭菜和芹菜等作为辅料。

### 羽衣甘藍

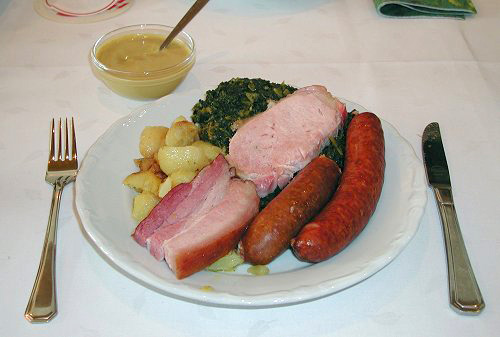
羽衣甘蓝配小菜

羽衣甘藍是北德传统的冬季菜肴，每年从11月至2月是羽衣甘藍的季节。过去它是穷人吃的食物，今天它是佳肴。为了增添菜的美味在煮的时候加香肠。一般羽衣甘藍与香肠或者火腿一起食用。

### 黑面包
据说最早是约1450年发生饥荒时市政府下令为穷人烤的面包。后来黑面包主要是农民的食物。今天黑面包由正经的面包师制作，甚至出口远洋。

### 裂口小面包
裂口小面包（Springbrötchen）是奥斯纳布吕克地区特有的一种小面包，其表面上的裂口来自于进烤炉前在面团表面涂的油。这层油还使它有一种碱味。

### 葡萄干面包
奥斯纳布吕克特产的葡萄干面包含比较多的油，还加上柠檬汁，一般用来在喝茶和喝咖啡时当点心用。

## 人物
以下人物在奥斯纳布吕克出生，但其成名或主要居住地不一定是奥斯纳布吕克：
- 1674年9月17日——恩斯特·奥古斯都，约克和奥尔巴尼公爵，乔治一世的弟弟。
- 1720年12月14日——尤斯图斯·默泽尔（英语：Justus Möser），作家、法学家和历史学家（1794年1月8日逝世于奥斯纳布吕克）
- 1898年6月22日——埃里希·玛利亚·雷马克，作家（1970年9月25日逝世于洛迦诺）
- 1902年6月23日——马蒂亚斯·威曼（英语：Mathias Wieman），演员（1969年12月3日逝世于苏黎世）
- 1903年6月23日——汉斯·乔治·卡尔迈耶（英语：Hans Georg Calmeyer），律师，国际义人。
- 1904年12月11日——费利克斯·努斯鲍姆（英语：Felix Nussbaum），画家（1944年8月2日逝世于奥斯威辛集中营）
- 1937年10月13日——鲁道夫·赛特斯（英语：Rudolf Seiters），德国政治家
- 1943年2月21日——保罗·基尔希霍夫（英语：Paul Kirchhof），联邦宪法法院法官
- 1959年6月19日——克里斯蒂安·武尔夫，德国政治家，德国联邦总统（2010－2012）

## 奖赏
奥斯纳布吕克市为其市民和其他人设立了多项奖赏。
- 尤斯图斯·默泽尔奖牌（德语：Justus-Möser-Medaille）
- 埃里希·玛利亚·雷马克和平奖（德语：Erich-Maria-Remarque-Friedenspreis）
- 弗里茨·沃尔夫（德语：Fritz Wolf (Karikaturist)）漫画和卡通新人促进奖
- 伊丽莎白·西格尔奖（德语：Elisabeth-Siegel-Preis）

2019年10月14日，奥斯纳布吕克在“大城市”类别中获得了2020年度德国城镇可持续发展奖。

### 引用
1. ↑   . Landesamt für Statistik Niedersachsen （德语）.
2. ↑  . votemanager.de.   [2021-12-08]. （原始内容存档于2021-12-01） （德语）.
3. ↑  . Frankreich Diplomatie.   [2021-12-08]. （原始内容存档于2022-03-05） （德语）.
4. ↑  . Stadt Osnabrück.   [2021-12-08]. （原始内容存档于2022-03-02） （德语）.
5. ↑  . Universität Osnabrück.   [2021-12-13]. （原始内容存档于2022-03-02） （德语）.
6. ↑  . Ossensamstag.de.   [2021-12-09]. （原始内容存档于2021-12-09） （德语）.
7. ↑  . EMAF.   [2021-12-13]. （原始内容存档于2022-03-05） （德语）.
8. ↑  . MORGENLAND FESTIVAL OSNABRUECK.   [2021-12-13]. （原始内容存档于2021-12-10） （德语）.
9. ↑  . Deutscher Nachhaltigkeitspreis.   [2021-12-14]. （原始内容存档于2022-03-10） （德语）.

### 书目
- "Geschichte der Stadt Osnabrück", Herausgeber Gerd Steinwascher. Osnabrück 2006
- "Osnabrück - Eine illustrierte Geschichte der Stadt" von Stefan Kröger. Osnabrück 2005
- "Geschichte der Stadt Osnabrück" Osnabrück 2004
- "Chronik der Stadt Osnabrück" von Ludwig Hoffmeyer. Sechste Auflage, Osnabrück 1995
- "Deutsches Städtebuch. Handbuch städtischer Geschichte" Band III Nordwestdeutschland, 1. Teilband Niedersachsen/Bremen - Im Auftrage der Arbeitsgemeinschaft der historischen Kommissionen und mit Unterstützung des Deutschen Städtetages, des Deutschen Städtebundes und des Deutschen Gemeindetages, hrsg. von Erich Keyser, Stuttgart, 1952
- "Osnabrück. 1200 Jahre Fortschritt und Bewahrung" Nürnberg 1980
- "Heinz Jürgen Stebel, Die Osnabrücker Hexenprozesse. 3. Aufl. Osnabrück, H. Th. Wenner, 2003
- "Gisela Wilbertz, Hexenprozesse und Zauberglaube im Hochstift Osnabrück, in: Osnabrücker Mitteilungen 84 (1978), S. 33 - 50.
- "Stationen auf dem Weg nach Auschwitz. Entrechtung, Vertreibung, Vernichtung. Juden in Osnabrück 1900-1945" v. Peter Junk/Martina Sellmeyer, Bramsche 1988
- "Das Osnabrück Lexikon. Ein unterhaltsames Nachschlagewerk für Stadt und Land." v. Stefan Kröger, Osnabrück 2004
- "Im Anflug auf Osnabrück. Die Bombenangriffe 1940 - 1945." v. Wido Spratte, Osnabrück 2004
- "Die Osnabrücker Hexenprozesse" v. Heinz Jürgen Stebel, Osnabrück 2003
- Die Gestapo war nicht allein... Politische Sozialkontrolle und Staatsterror im deutsch -niederländischen Grenzgebiet 1929 - 1945" (Gestapo Osnabrück) v. Herbert Wagner, Münster 2004
- "Der Hasefriedhof in Osnabrück" hrsg. von Christiane Segers-Glocke (Landeskonservatorin), Niedersächsisches Landesamt für Denkmalpflege, 2000
- 1894 Zur Verfassungsgeschichte der westfälischen Bischofsstädte : mit urkundl. Beil. / von F. Philippi (digitale Rekonstruktion:  UB Bielefeld （页面存档备份，存于）)